# Klufthöhle Hasliberg
Die Klufthöhle Hasliberg ist ein tektonisch entstandenes Höhlensystem in der Gemeinde Hasliberg im Berner Oberland in der Schweiz. 
Die Höhle besteht aus tektonisch vorgegebenen, durch Gleitbewegung eines Kalkpaketes geöffneten Spalten, hat eine vermessene Länge von 3022 Metern und eine Vertikalausdehnung von 103 Metern. Sie gehört damit zu den grössten Höhlen dieses Typs in der Schweiz.